# Irena Pfeiffer
Irena Pfeiffer zam. Henzel (ur. 23 września 1912 w Szczucinie, zm. 6 lipca 1996 w Krakowie) – polska kompozytorka, dyrygentka i pedagog.

## Życiorys
W 1931 ukończyła Państwowe Seminarium Nauczycielskie w Krakowie. W latach 1931–1934 uczyła się w Szkole Muzycznej im. Władysława Żeleńskiego w Krakowie w klasie fortepianu Kazimiery Treterowej. W 1934 złożyła egzamin państwowy w Państwowym Konserwatorium w Katowicach. Od 1946 do 1952 studiowała w Państwowej Wyższej Szkole Muzycznej w Krakowie kompozycję pod kierunkiem Artura Malawskiego oraz dyrygenturę u Waleriana Bierdiajewa i Witolda Krzemieńskiego.
Jeszcze w 1934 rozpoczęła działalność pedagogiczną i zorganizowała swój pierwszy chór mieszany przy świetlicy dla bezrobotnych w Krakowie, w 1939 (w konspiracji) – chór żeński "Akord", z którym pracowała do 1967. W latach 1949–1957 prowadziła chór męski Krakowskiego Towarzystwa Śpiewaczego "Echo". W 1962 założyła chór męski "Bard" i pracowała z nim do 1982. Od 1946 prowadziła także chóry w krakowskich szkołach muzycznych. W latach 1955–1972 uczyła w Państwowym Liceum Muzycznym w Krakowie, gdzie zorganizowała orkiestrę symfoniczną oraz chór żeński i kierowała wydziałem pedagogicznym. Od 1966 do 1977 sprawowała opiekę artystyczną nad zespołem polonijnym "The Lira Singers" z Chicago. W latach 1974–1990 była członkinią Komisji ds. Muzyki Kościelnej Archidiecezji Krakowskiej.
Z prowadzonymi przez siebie chórami występowała w Polsce oraz za granicą, m.in. w Holandii, dawnej Jugosławii, Niemczech, Szwajcarii, Włoszech, Stanach Zjednoczonych. Brała udział w międzynarodowych festiwalach chóralnych, m.in. w Veszprémie, Budapeszcie, Gorycji i Hadze, zdobywając wiele nagród.
Irena Pfeiffer działalność kompozytorską rozpoczęła w 1942. Przede wszystkim komponowała utwory pedagogiczne i chóralne, przeznaczone głównie dla zespołów dziecięcych i amatorskich, a także muzykę sakralną. Wyróżnione zostały one m.in. na 2. i 3. Biennale Sztuki Dziecięcej w Poznaniu (1975, 1977), na Festiwalu Współczesnej Twórczości Muzycznej dla Dzieci i Młodzieży "Do-Re-Mi" w Łodzi (1977), na Sakrosongach w Krakowie (1972), Toruniu (1973) i Warszawie (1974), na konkursie Episkopatu Polskich (1984).
Irena Pfeiffer za całokształt działalności została uhonorowana wieloma nagrodami i odznaczeniami, m.in. czterokrotnie Nagrodą Ministra Kultury i Sztuki (1951, 1959, 1966, 1967), czterokrotnie najwyższymi odznaczeniami Polskiego Związku Chórów i Orkiestr (1963, 1975, 1986, 1988), Nagrodą miasta Krakowa (1965), Nagrodą Prezesa Rady Ministrów (1978), Krzyżem Oficerskim Orderu Odrodzenia Polski (1982), Nagrodą im. Brata Alberta (1984), Medalem Pro Ecclesia et Pontifice (1988).
Rodzina Ireny Pfeiffer ma bogate tradycje muzyczne: m.in. brat matki Stanisław Hajduk był skrzypkiem samoukiem ze słuchem absolutnym, jego syn - kuzyn I. Pfeiffer - Andrzej Hajduk to wiolonczelista (m.in. Göttinger Symphonieorchester), a córka Elżbieta Widłak - kuzynka I. Pfeiffer - to absolwentka klasy kompozycji St. Wiechowicza i T. Machla w krakowskiej PWSM, wieloletnia redaktor PWM, której syn Wojciech Widłak jest kompozytorem, profesorem Akademii Muzycznej w Krakowie.

## Ważniejsze kompozycje
(na podstawie materiałów źródłowych)
- Ballada o Janosiku, suita na chór żeński i sopran solo (1945)
- Trzy pieśni ludowe na 4-głosowy chór żeński (1946)
- Wariacje na orkiestrę smyczkową (1947)
- Zabawy dzieci, zeszyt I fortepianowych miniatur dziecięcych (1948)
- Suita taneczna, zeszyt II fortepianowych miniatur dziecięcych (1948)
- Obrazki symfoniczne na głos z orkiestrą (1949)
- W krainie czarów, suita symfoniczna (1949)
- Ej, wara wam Liptowianie! na chór mieszany (1949)
- Świat dziecka, zeszyt III fortepianowych miniatur dziecięcych (1949)
- Dwie pieśni śląskie i jedna góralska na 4-głosowy chór żeński (1949)
- Pięćdziesiąt piosenek dziecięcych na głos z fortepianem (1949)
- Kwartet smyczkowy (1950)
- Śpiewki i tańce ludowe na fortepian (1950)
- Suita góralska na chór męski (1950)
- Szesnaście miniatur dziecięcych na fortepian dla początkujących uczniów (1950-51)
- Adoremus, 9 pieśni na głos z organami (1951)
- Zew ziemi, kantata na baryton solo, chór mieszany i orkiestrę symfoniczną (1951)
- Psalm 129 'De Profundis', fuga na 4-głosowy chór mieszany (1951)
- Wariacje symfoniczne na orkiestrę (1951)
- Pociąg na chór żeński lub dziecięcy (1952)
- Żaby na chór żeński lub dziecięcy (1952)
- Pieśni naszej ziemi. Zeszyt I, 20 pieśni ludowych z różnych okolic Polski opracowane na 2-głosowy chór żeński (1952-53)
- Pieśni naszej ziemi. Zeszyt II, 20 pieśni ludowych z różnych okolic Polski opracowane na 3-głosowy chór żeński (1952-53)
- Uwertura zwycięska na orkiestrę (1954)
- Trzynaście pieśni maryjnych na głos z organami (1954)
- Bez woda koniczki, pieśń śląska na chór męski (1956)
- Nie widać nie słychać, pieśń kaszubska na chór męski (1956)
- Dwadzieścia pięć pieśni religijnych na głos z organami (1957-58)
- Stary Kraków, krakowiak na głos z fortepianem (1958)
- Radosny marsz na chór dziecięcy i szkolną orkiestrę symfoniczną (1958)
- W noc Bożego Narodzenia, tryptyk kolędowy na chór dziecięcy, żeński, męski i mieszany z towarzyszeniem organów (1959)
- Pasterze u żłóbka, suita kolęd i pastorałek na chór dziecięcy i orkiestrę smyczkową (1959)
- Te Deum laudamus na głos z organami (1959)
- Królowa Polski, mała kantata na chór żeński, męski i mieszany z towarzyszeniem organów (1960)
- Deszcz majowy, impresja wiosenna na chór chłopięcy lub żeński (1960)
- Przed Twym Ołtarzem, pieśni mszalne dla dzieci na głos i organy (1960-61)
- Przedwiośnie, pieśń na chór żeński (1961)
- Przedszkolaki śpiewają, 25 piosenek dla dzieci w wieku przedszkolnym (1961)
- Nowe piosenki. Zeszyt I, 25 pieśni dla dzieci młodszych (klasa 1 i 2) (1961)
- Nowe piosenki. Zeszyt II, 25 pieśni dla dzieci starszych (klasa 3 i 4) (1961)
- Oj świeci miesiąc na chór męski (1962)
- W nockę ciemną, tryptyk na chór dziecięcy z fortepianem (1962)
- Jadę ja drogą, kujawiak na chór męski (1963)
- Bajki do słów Jana Brzechwy na chór żeński lub dziecięcy (1963)
- Wesele kujawskie, suita ludowa na tenor, baryton i chór męski (1963-64)
- Msza polska nr 1 na głos z organami (1964)
- Msza polska nr 2 na głos z organami (1964)
- Rankiem w polu na chór dziecięcy (1965)
- Góralsko muzika, suita na tenor, baryton i chór męski (1965-66)
- Bajka o smoku na chór męski (1966)
- Do zwycięstwa, suita pieśni partyzanckich na chór męski i baryton solo (1967)
- Testamentum Sanctae Angelae Mericiae, mała kantata na chór żeński z organami (1967)
- Trzy impresje na chór męski (1967)
- Suita węgierska na chór męski i baryton solo (1968)
- Dziesięć łatwych utworów fortepianowych opartych na motywach ludowych (1968)
- Trzy pieśni do tekstu Jarosława Iwaszkiewicza na chór żeński (1968)
- Nasz kraj, pieśń dla młodzieży na 3-głosowy chór żeński (1968)
- Dla ojczyzny, 3 pieśni na chór męski (1968)
- Zabawa dzieci na chór dziecięcy i orkiestrę perkusyjną (1968)
- Pieśń o żołnierzach z Westerplatte na chór męski (1968)
- Msza Adwentowa na głos z towarzyszeniem organów (1968-69)
- Msza na Boże Narodzenie na głos z towarzyszeniem organów (1968-69)
- Msza Wielkopostna na głos z towarzyszeniem organów (1968-69)
- Msza Wielkanocna na głos z towarzyszeniem organów (1968-69)
- Msza Maryjna na głos z towarzyszeniem organów (1968-69)
- Msza Eucharystyczna na głos z towarzyszeniem organów (1968-69)
- Msza Żałobna na głos z towarzyszeniem organów (1968-69)
- Pieśń o kraju na chór męski (1969)
- Zabawy z perkusją, utwory fortepianowe z towarzyszeniem perkusji (1969)
- Msza o Duchu Świętym na głos i organy (1969)
- Dwadzieścia pięć pieśni 2-głosowych na chóry szkolne (1969)
- Dwadzieścia pieśni 3-głosowych na chóry szkolne (1969)
- Sześć pieśni dla młodzieży szkolnej na 1 i 2 głosy z towarzyszeniem fortepianu (1969)
- Czarodziejska pałeczka, początki gry na instrumentach perkusyjnych (1969)
- Praecepta Matris Nostrae Ursulae na głos i organy (1970-71)
- Dziewięć tańców Polskich, miniatury w łatwym układzie na fortepian (1971)
- Z życia zwierząt, fortepianowe obrazki muzyczne (1971)
- Msza o Błogosławionym Ojcu Maksymilianie Kolbe na głos z organami (1972)
- Nie możemy spotkać się bez Boga na sopran i baryton solo, chór i orkiestrę (1972)
- Polskie obrzędy ludowe, 12 łatwych miniatur fortepianowych opartych na motywach pieśni obrzędowych (1973)
- Zabawy i tańce ludowe, 12 miniatur fortepianowych opartych na motywach polskich tańców ludowych (1973)
- Port na chór męski a cappella (1975)
- Msza o Św. Franciszku z Asyżu na głos i organy (1975)
- Uwielbienie Boga na chór męski, tenor solo i organy (1975)
- Hymn do słońca na chór żeński i organy (1975)
- Sześć pieśni na 3-głosowy chór żeński (1975)
- Z bacą na hali na głos z fortepianem (1976)
- Pieśni mszalne na jubileusz kapłański na głos i organy (1976)
- Górnik, suita pieśni górniczych na baryton i chór męski (1977)
- Bajki dla dorosłych, 3 humoreski do słów Jana Brzechwy na 4-głosowy chór męski a cappella (1977)
- Stary zegar na głos z fortepianem (1977)
- Tryptyk krakowski na 4-głosowy chór męski a cappella, baryton solo i trąbkę (1978)
- Do Ciebie Boże, msze, pieśni sakralne i piosenki o tematyce religijnej dla dzieci na głos, organy i fortepian (1978)
- Hymn ku czci Św. Stanisława na głos i organy (1978)
- Modlitwa za Jana Pawła II na głos i organy (1978)
- Płynie Wisła płynie, krakowiak na 3-głosowy chór żeński lub dziecięcy (1979)
- Powstańcy Warszawy na 3-głosowy chór żeński a cappella (1979)
- Akathistos polski. Medytacje o Tajemnicy Życia Matki Bożej na tenor, baryton, chóry: męski, żeński i mieszany (1980-81)
- Litania Narodu Polskiego na głos (lud i schola) i organy (1981)
- Pieśni Mszalne o Błogosławionym Alojzym Orione, 4 pieśni na głos i organy (1982)
- Pieśni pokutne na chór mieszany a cappella (1982)
- Hymny o Matce Bożej Kalwaryjskiej na głos z organami (1982)
- Pieśń o Bogu ukrytym, Wybrzeża pełne ciszy na tenor, baryton, recytację i chór męski a cappella (1982-83)
- Magnifikat, Hymn na baryton solo oraz chóry: żeński, męski i mieszany (1982-83)
- Stanisław, poemat na recytatorów oraz chóry: męski i mieszany (1982-83)
- Trzy pieśni o Błogosławionym Bracie Albercie na głos i organy (1983)
- Dwie pieśni o Błogosławionej Matce Urszuli na głos i organy (1983)
- Pięć pieśni o Tadeuszu Kościuszce na 4-głosowy chór żeński i solistów (1984)
- Pieśni o Świętych Pańskich na głos z organami (1984)
- Śpiewajcie psalmy Bogu, 30 utworów na 1, 2 i 3 głosy a cappella lub z akompaniamentem (1984)
- Radujcie się zawsze w Panu, 20 kanonów 2- i 3-głosowych na różne okresy Roku Kościelnego (1984)
- Kantata ku czci Błogosławionej Urszuli na chór mieszany a cappella (1984)
- Modlitwa Roku Świętego na chór mieszany (1984)
- Hymn Roku Świętego [wersja I] na głos i organy (1984)
- Hymn Roku Świętego [wersja II] na chór mieszany a cappella (1984)
- Światło Adwentu na głos z organami, chór mieszany, lud i chór męski a cappella (1984)
- Bóg stał się człowiekiem na głos i organy oraz chór męski a cappella (1984)
- Wigilijna noc na baryton solo i chór mieszany a cappella (1984)
- Modlitwa na zakończenie roku na głos z organami (1984)
- Święty Boże na chór mieszany a cappella (1984)
- Stojąca u stóp krzyża [wersja I] na chór mieszany (1984)
- Stojąca u stóp krzyża [wersja II] na chór żeński (1984)
- Stojąca u stóp krzyża [wersja III] na głos z organami (1984)
- Radość Zmartwychwstania na głos z organami (1984)
- Duch Zielonych Świąt na głos z organami i chór mieszany a cappella (1984)
- Prośba do Ducha Świętego na głos z organami (1984)
- Modlitwa za Polskę na chór mieszany i chór żeński a cappella (1984)
- Niech wszyscy stanowią jedno na chór mieszany a cappella i głos z organami (1984)
- Królowo Polski na chór mieszany i chór żeński a cappella (1984)
- Uwielbienie Eucharystii na chór mieszany i żeński a cappella (1984)
- Litania polska na chór żeński a cappella (1988)
- Rozważania wielkopostne w poezji Karola Wojtyły na chór mieszany (1990)
- Refleksja muzyczna nad poezją Karola Wojtyły na chór mieszany (1990)